# Roswell (Georgia)
Roswell  è una città degli Stati Uniti d'America, nella contea di Fulton nello stato della Georgia. È localizzata a nord della città di Atlanta della quale è uno dei maggiori sobborghi. Al censimento del 2000 possedeva una popolazione di 79.334 abitanti, passati a 88.346 nel 2010.
La cittadina venne incorporata come municipalità il 16 febbraio 1854.